# The Sorrow (banda)

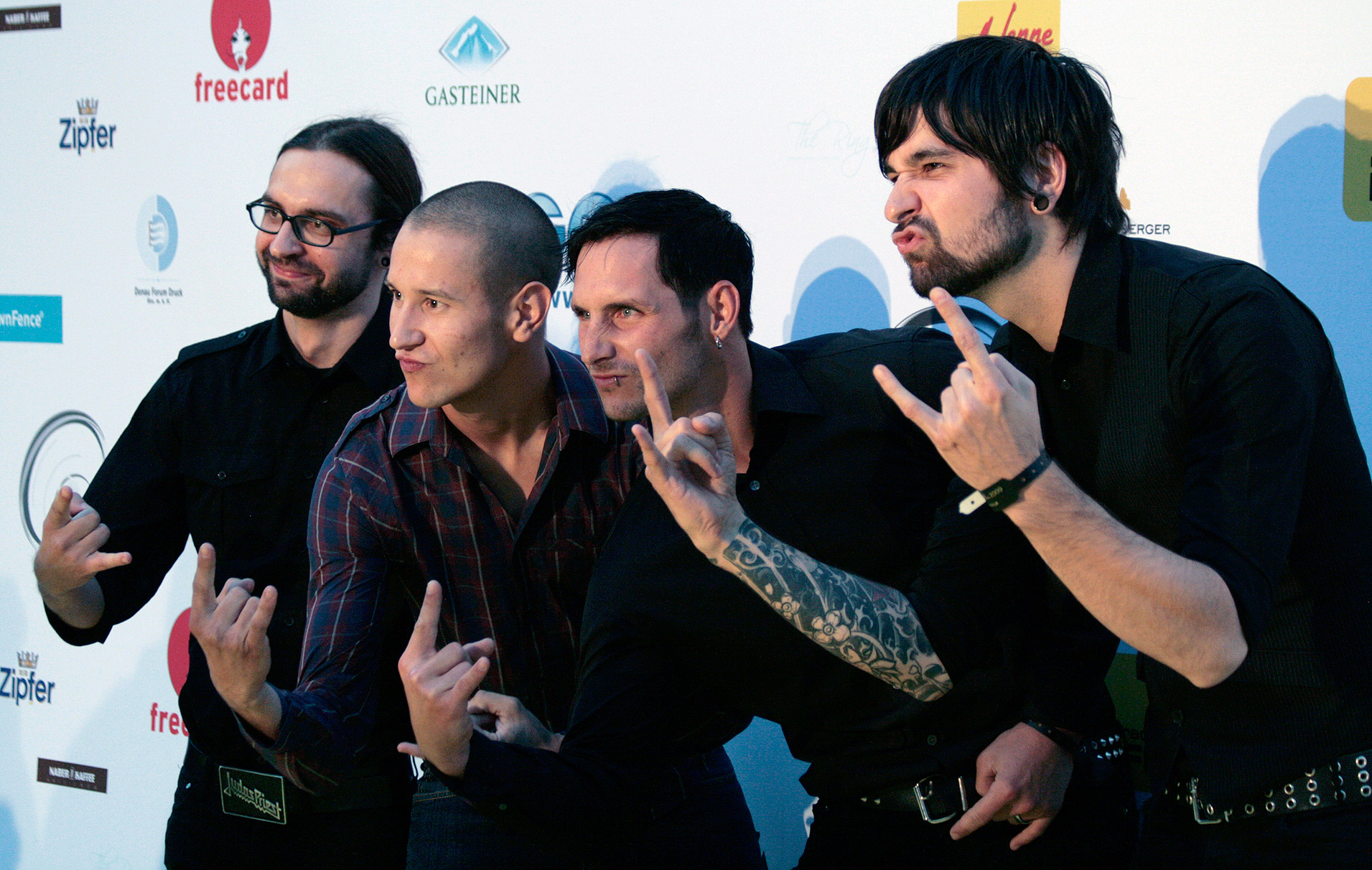
The Sorrow en Amadeus Austrian Music Award 2009

The Sorrow fue una banda de metalcore y melodic death metal de Vorarlberg, Austria.

## Historia
La banda fue formada en el 2005 por Mathias Schlegl y Mäser Andreas, y Dominik Immler y Schädler Tobias. En el 2006 firmaron un contrato de grabación con el sello discográfico Drakkar Records y en el 2007 publicaron su primer álbum Blessings from a Blackened Sky.
En el año 2009 lanzaron a la venta su segundo álbum titulado Origin Of The Storm y el 29 de octubre salió al mercado su tercer álbum (homónimo).

## Miembros
- James Mathias Schlegl - voz, guitarra principal
- Andreas Mäser - guitarra rítmica
- Tobias Schädler - bajo
- Dominik Immler - batería

## Discografía
- 2007 - Blessings From A Blackened Sky
- 2009 - Origin Of The Storm
- 2010 - The Sorrow
- 2012 - Misery Escape